# Kuroki Tamemoto

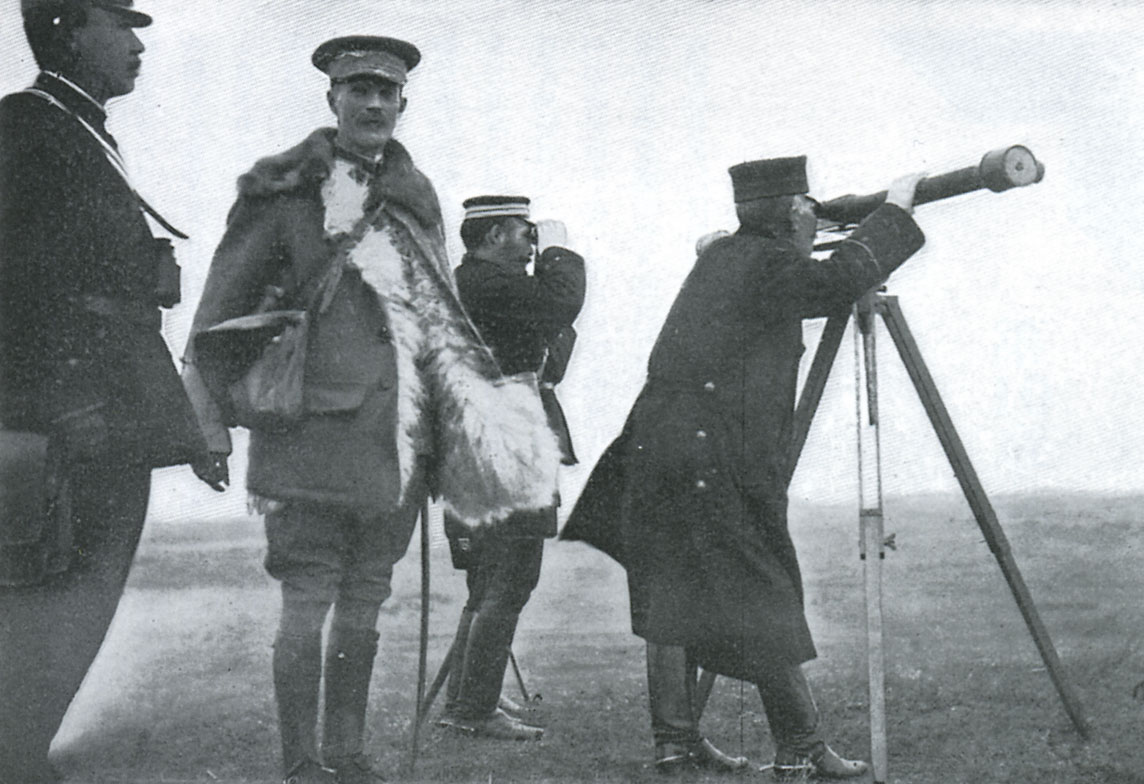
Kuroki met Sir Ian Hamilton

In deze Japanse naam is Kuroki de familienaam
Graaf Tamemoto Kuroki (Japans: 黒木 為楨, Kuroki Tamemoto) (Satsuma, 3 mei 1844 – Tokio, 3 februari 1923) was een Japans generaal die vocht in de Russisch-Japanse Oorlog.

## Samoerai
Hij werd geboren als zoon van een samoerai in het domein Satsuma in het zuiden van Kyushu, nu in de prefectuur Kagoshima. Kuroki vocht met de Shimazu-clan tegen het Tokugawa-shogunaat in de Boshin-oorlog tijdens de Meiji-restauratie. Hij voerde de infanterie aan in de slag bij Toba-Fushimi en de slag bij het kasteel van Utsunomiya.

## Keizerlijk Japans Leger
In 1871 vervoegde Kuroki als kapitein het Japans Keizerlijk Leger. Vier jaar later was hij opgeklommen tot luitenant-kolonel. 
Tijdens de Satsuma-opstand van 1877 voerde Kuroki een regiment aan tegen zijn eigen clan. 17 jaar later vocht hij als luitenant-generaal met de 6e Divisie in de Eerste Chinees-Japanse Oorlog van 1894-1895 in de slag bij Weihaiwei.

## Russisch-Japanse Oorlog
Bij de uitbraak van de Russisch-Japanse Oorlog in november 1903 kreeg Kuroki als generaal het bevel over het Japanse Eerste Leger. Kuroki landde midden februari te Chemulpo bij Seoel en rukte op naar het noorden. In de slag bij de Yalu op 30 april - 1 mei 1904 versloeg hij een kleinere Russische eenheid. In de slag bij Liaoyang op 25 augustus - 3 september vocht hij op de linkerflank en sloeg hij de Russische aanval terug. 
In de slag bij Shaho verdedigde Kuroki met succes tegen het offensief van generaal Aleksej Koeropatkin van 5 tot 17 oktober. Hij voerde het bevel over de rechterflank in de slag bij Mukden van 21 februari tot 10 maart 1905.

## Pensioen
In 1909 ging hij met pensioen en kreeg hij de titel danshaku (baron) en nadien hakushaku (graaf) in het kazoku systeem.  
Van 1917 tot zijn dood diende hij als Naidaijin (内大臣), bewaker van het persoonlijke zegel van de Japanse keizer.

## Onderscheidingen
- Grootlint in de Orde van de Rijzende Zon op 30 mei 1905
- Grootkruis in de Orde van Sint-Michaël en Sint-George (GCMG) op 20 februari 1906[1]
- Baron op 1 april 1906
- Grootkruis in de Orde van de Gouden Wouw op 1 april 1906
- Grootlint in de Orde van de Rijzende Zon met Pauwlonia bloesems op 1 april 1906
- Graaf in 1909